# الدوري الهولندي الممتاز 1900–01
الدوري الهولندي الممتاز 1900–01 (بالهولندية: Nederlands landskampioenschap voetbal 1900/01)‏ هو الموسم 13 من الدوري الهولندي الممتاز. أشرف على تنظيمه الاتحاد الملكي الهولندي لكرة القدم، وفاز فيه HVV Den Haag ‏.